# 7605 Cindygraber
A 7605 Cindygraber (ideiglenes jelöléssel (7605) 1995 SR1) a Naprendszer kisbolygóövében található aszteroida. Timothy B. Spahr fedezte fel 1995. szeptember 21-én.